# Кедина Гора
Ке́дина Го́ра (укр. Ке́дина Го́ра)  — село в Золотоношском районе Черкасской области, Украины.
Село Кедина Гора входит в состав Коробовского сельского совета.

## История
- Неподалёку от села открыто поселение эпохи средней бронзы (II—III тысяч лет до н.э.)[1].
- Есть на карте 1869 года как Городок.[2]

## Население
В 1911 году на хуторе Кедина Гора проживало 144 человека (71 мужского и 73 женского пола).

### Языковой состав
Родной язык населения по данным переписи 2001 года:
| Язык       | Численность, чел. | Доля     |
| ---------- | ----------------- | -------- |
| Украинский | 349               | 97,21 %  |
| Русский    | 10                | 2,79 %   |
| Итого      | 359               | 100,00 % |